# Джаніко
Джаніко (італ. Gianico) — муніципалітет в Італії, у регіоні Ломбардія, провінція Брешія.
Джаніко розташоване на відстані близько 480 км на північний захід від Рима, 90 км на північний схід від Мілана, 40 км на північ від Брешії.

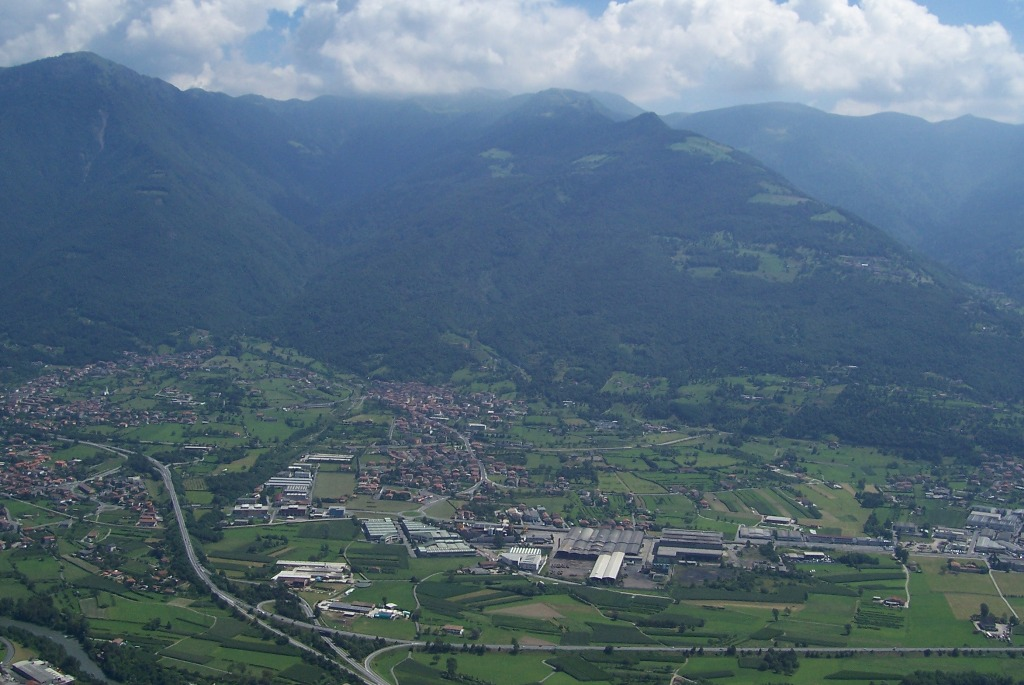

Населення — 2135 осіб (2014).

## Демографія
Населення за роками:

Станом на 1 січня 2023 року в муніципалітеті офіційно проживало 160 іноземців з 23 країн, серед них 46 громадян країн Євросоюзу та 11 громадян України.

## Сусідні муніципалітети
- Артоньє
- Бовеньо
- Дарфо-Боаріо-Терме
- Езіне